# Mohamed Bayo
Pour les articles homonymes, voir Bayo.
Mohamed Bayo, né le 4 juin 1998 à Clermont-Ferrand (Puy-de-Dôme), est un footballeur international guinéen qui évolue au poste d'avant-centre au LOSC Lille.

## Biographie

### Carrière en club

#### Formation et débuts professionnels au Clermont Foot
Mohamed Bayo est né le 4 juin 1998 à Clermont-Ferrand, de parents guinéens originaires de Kamikolon, dans la région de Boké.
Il rejoint le Clermont Foot à l’âge de six ans, il a connu toutes les catégories de jeunes et gravi tous les échelons de la formation clermontoise,. Il est convoqué dans le groupe professionnel par Pascal Gastien en novembre 2017 et joue son premier match en professionnel le 11 novembre 2017, lors d'une rencontre de coupe de France contre Moulins Yzeure, rentrant en jeu à la place d'Alassane N'Diaye. Son équipe s'incline sur le score de un but à zéro ce jour-là,. Cependant, il ne fera aucune autre apparition avec l'équipe première durant cette saison. Puis, le 29 novembre il signe son premier contrat professionnel, d'une durée de deux ans et demi.
Le 27 juillet 2018, Mohamed Bayo fait sa première apparition en Ligue 2 contre Châteauroux, lors de la première journée de la saison 2018-2019 (0-0). Le 14 août suivant il inscrit son premier but en professionnel à l'occasion d'une rencontre de coupe de la Ligue face au Stade lavallois. Il est titulaire lors de ce match remporté par Clermont sur le score de trois buts à zéro.

#### Prêt à l'USL Dunkerque
Le 21 janvier 2019, Mohamed Bayo est prêté à l'USL Dunkerque jusqu'à la fin de la saison. Le club évolue alors en National. Le 9 février, il inscrit son premier but en National avec Dunkerque lors de la victoire 0-1 face à Villefranche.
Le 25 juin 2019, le prêt de Bayo à l'USL Dunkerque est prolongé d'une saison. Le 9 août, il réalise le premier doublé de sa carrière contre l'US Quevilly-Rouen, contribuant à la victoire de son équipe en championnat (1-3),. Le 15 novembre, il réalise un doublé en coupe de France face au Havre (victoire 1-3). Le 20 décembre, il réalise un nouveau doublé en championnat face à Cholet (victoire 0-4). Avec 12 buts en 24 matchs de championnat, il contribue cette saison-là à la montée du club en deuxième division, Dunkerque terminant deuxième du championnat à l'issue de la saison 2019-2020,.

#### Retour au Clermont Foot
Le 2 juin 2020, Mohamed Bayo prolonge son contrat avec le Clermont Foot jusqu’en juin 2023. Il est de retour à Clermont pour commencer la saison 2020-2021 de Ligue 2. Lors du match face à Rodez, il inscrit son premier but en Ligue 2 le 3 octobre. Puis, face au FC Chambly Oise, il enchaîne et marque son deuxième but de la saison pour un deuxième succès de suite.
Le 31 octobre 2020, il se fait remarquer lors d'un match de championnat face au Valenciennes FC en réalisant un triplé, le premier de sa carrière. Ses trois buts permettent à son équipe de l'emporter au stade du Hainaut (1-3 score final). Le 5 décembre suivant il réalise un doublé face au Pau FC, contribuant à la victoire de son équipe en championnat (3-0). Il pointe à la deuxième place au classement des buteurs avec huit buts inscrit à la 17e journée de Ligue 2. Le 16 janvier 2021, Bayo réalise un nouveau triplé en championnat, le deuxième de sa carrière et en l'espace de 13 minutes face à son ancien club, l'USL Dunkerque. Il contribue ainsi grandement à la victoire des siens ce jour-là (5-0),. Il permet alors à son équipe de se placer sur le podium de la Ligue 2 à ce moment de la saison (3e),.
Lors de la 25e journée, il rattrape Mickaël Le Bihan en tête du classement officiel des buteurs de Ligue 2, en signant son 14e but face à Chambly. Buteur lors de la 26e journée contre l'AC Ajaccio, il prend la tête du classement des buteurs de Ligue 2 avec 15 réalisations,. Vainqueur à Ajaccio, le Clermont Foot grimpe à la deuxième de Ligue 2. Le 16 mars, il est élu joueur du mois de février de Ligue 2,. Il remporte le titre de meilleur buteur de Ligue 2 à l’issue de la 38e et dernière journée. Il termine la saison avec un total de 22 réalisations, ce qui lui permet de devancer Mickaël Le Bihan (19 buts). Il contribue ainsi grandement à la montée historique du club en première division, le Clermont Foot accédant pour la première fois de son histoire à l'élite du football français.
Pour sa première rencontre en Ligue 1, le 8 août 2021, il marque son premier but dans le premier match de l'histoire du club auvergnat dans l'élite du football français, lors de la victoire 0-2 sur le terrain des Girondins de Bordeaux,. De nouveau titulaire pour le match suivant contre l'ESTAC Troyes, il marque son premier doublé et offre au Clermont Foot sa deuxième victoire en Ligue 1 (2-0),. Il décide de rester au club malgré plusieurs offres de clubs de Ligue 1,. Le 1er octobre 2021, Bayo prolonge son contrat avec Clermont, le liant désormais au club jusqu'en juin 2024. Il est notamment troisième meilleur buteur de Ligue 1 à la mi-saison. Il termine la saison avec un total de 14 buts en 32 matchs, pour sa première en Ligue 1, et contribue au maintien de son équipe dans l'élite du football français. Bayo déclare toutefois en fin de saison son souhait de quitter le club dès le mercato d'été. Son salaire est alors estimé à 50 000 euros par mois.

#### Transfert au Lille OSC
Le 13 juillet 2022, il est recruté par le LOSC Lille. Il y signe un contrat jusqu'en 2027 pour une indemnité de transfert de 14 millions d'euros. Aperçu en vidéo dans un bar à la veille de la réception par le LOSC du Paris Saint-Germain pour la troisième journée du championnat, il est écarté de l'équipe première par le club avant cette rencontre pour une durée indéterminée et reçoit par sa direction une amende de 75 000 euros.

#### Prêt au Havre AC
Il est prêté début septembre 2023 au Havre AC.

### Carrière internationale
Possédant à la fois la nationalité française et guinéenne, il est éligible pour la sélection française mais aussi pour la Guinée, pays dont il possède des origines. Le 8 mars 2021, il annonce officiellement son choix de représenter la Guinée,.
Le 11 mars 2021, il est convoqué pour la première fois en équipe de Guinée par le sélectionneur national Didier Six, pour des matchs des éliminatoires de la CAN 2021 contre le Mali et la Namibie. Le 24 mars 2021, il honore sa première sélection contre le Mali. Il commence la rencontre comme titulaire, et sort du terrain à la mi-temps, en étant remplacé par Seydouba Soumah. Le match se solde par une victoire 1-0 des Guinéens.
Le 20 décembre 2021, il est retenu dans la liste des vingt-sept joueurs guinéens sélectionnés par Kaba Diawara pour disputer la Coupe d'Afrique des nations 2021. Le 23 décembre 2023, il est de nouveau retenu dans la liste des vingt-cinq joueurs sélectionnés pour la Coupe d'Afrique des nations 2023.

## Statistiques

### Statistiques détaillées
| Saison                | Club                    | Championnat           | Championnat | Championnat | Championnat | Coupe(s) nationale(s) | Coupe(s) nationale(s) | Coupe(s) nationale(s) | Compétition(s) continentale(s) | Compétition(s) continentale(s) | Compétition(s) continentale(s) | Compétition(s) continentale(s) | Total | Total | Total |
| Saison                | Club                    | Division              | M.          | B.          | P.d.        | M.                    | B.                    | P.d.                  | Comp.                          | M.                             | B.                             | P.d.                           | M.    | B.    | P.d.  |
| 2017-2018             | Clermont Foot           | Ligue 2               | -           | -           | -           | 1                     | 0                     | 0                     | -                              | -                              | -                              | -                              | 1     | 0     | 0     |
| 2018-2019             | Clermont Foot           | Ligue 2               | 5           | 0           | 0           | 4                     | 1                     | 0                     | -                              | -                              | -                              | -                              | 9     | 1     | 0     |
| 2020-2021             | Clermont Foot           | Ligue 2               | 38          | 22          | 7           | -                     | -                     | -                     | -                              | -                              | -                              | -                              | 38    | 22    | 7     |
| 2021-2022             | Clermont Foot           | Ligue 1               | 32          | 14          | 5           | -                     | -                     | -                     | -                              | -                              | -                              | -                              | 32    | 14    | 5     |
| Sous-total            | Sous-total              | Sous-total            | 75          | 36          | 12          | 5                     | 1                     | 0                     | -                              | -                              | -                              | -                              | 80    | 37    | 12    |
| 2018-2019             | USL Dunkerque (prêt)    | National              | 10          | 2           | 1           | -                     | -                     | -                     | -                              | -                              | -                              | -                              | 10    | 2     | 1     |
| 2019-2020             | USL Dunkerque (prêt)    | National              | 24          | 12          | 5           | 4                     | 5                     | 0                     | -                              | -                              | -                              | -                              | 28    | 17    | 5     |
| Sous-total            | Sous-total              | Sous-total            | 34          | 14          | 6           | 4                     | 5                     | 0                     | -                              | -                              | -                              | -                              | 38    | 19    | 6     |
| 2022-2023             | LOSC Lille              | Ligue 1               | 27          | 4           | 1           | 3                     | 1                     | 0                     | -                              | -                              | -                              | -                              | 30    | 5     | 1     |
| 2024-2025             | LOSC Lille              | Ligue 1               | 12          | 2           | 0           | -                     | -                     | -                     | C1                             | 5                              | 0                              | 1                              | 17    | 2     | 1     |
| Sous-total            | Sous-total              | Sous-total            | 39          | 6           | 1           | 3                     | 1                     | 0                     | -                              | 5                              | 0                              | 1                              | 47    | 7     | 2     |
| 2023-2024             | Le Havre AC (prêt)      | Ligue 1               | 22          | 5           | 1           | 1                     | 0                     | 0                     | -                              | -                              | -                              | -                              | 23    | 5     | 1     |
| 2024-2025             | Royal Antwerp FC (prêt) | Jupiler Pro League    | 16          | 1           | 0           | 1                     | 0                     | 0                     | -                              | -                              | -                              | -                              | 17    | 1     | 0     |
| Total sur la carrière | Total sur la carrière   | Total sur la carrière | 186         | 62          | 20          | 14                    | 7                     | 0                     | -                              | 5                              | 0                              | 1                              | 205   | 69    | 21    |

### En équipe nationale
| Saison                | Sélection             | Phases finales        | Phases finales | Phases finales | Phases finales | Éliminatoires | Éliminatoires | Éliminatoires | Matchs amicaux | Matchs amicaux | Matchs amicaux | Total | Total | Total |
| Saison                | Sélection             | Compétition           | M              | B              | Pd             | M             | B             | Pd            | M              | B              | Pd             | M     | B     | Pd    |
| --------------------- | --------------------- | --------------------- | -------------- | -------------- | -------------- | ------------- | ------------- | ------------- | -------------- | -------------- | -------------- | ----- | ----- | ----- |
| 2020-2021             | Guinée                | -                     | -              | -              | -              | 1             | 0             | 0             | -              | -              | -              | 1     | 0     | 0     |
| 2021-2022             | Guinée                | CAN 2021              | 4              | 0              | 0              | 4             | 2             | 1             | 2              | 1              | 0              | 10    | 3     | 1     |
| 2022-2023             | Guinée                | -                     | -              | -              | -              | 2             | 1             | 0             | 2              | 0              | 0              | 4     | 1     | 0     |
| 2023-2024             | Guinée                | CAN 2023              | 5              | 3              | 0              | 5             | 0             | 1             | 1              | 0              | 0              | 11    | 3     | 1     |
| 2024-2025             | Guinée                | -                     | -              | -              | -              | 4             | 1             | 0             | -              | -              | -              | 4     | 1     | 0     |
| Total sur la carrière | Total sur la carrière | Total sur la carrière | 9              | 3              | 0              | 16            | 4             | 2             | 5              | 1              | 0              | 30    | 8     | 2     |

### Liste des matchs internationaux

#### Buts internationaux
| 0   | Date              | Lieu                                                   | Compétition             | Résultat | Adversaire         | Détail | Détail        | Détail | Sél. |
| --- | ----------------- | ------------------------------------------------------ | ----------------------- | -------- | ------------------ | ------ | ------------- | ------ | ---- |
| 1er | 6 octobre 2021    | Stade de Marrakech, Marrakech, Maroc                   | Qualifs CDM 2022        | N 1-1    | Soudan             | 56e    | de la tête    | 1-0    | 3e   |
| 2e  | 9 octobre 2021    | Stade Adrar, Agadir, Maroc                             | Qualifs CDM 2022        | N 2-2    | Soudan             | 67e    | du pied droit | 2-1    | 4e   |
| 3e  | 6 janvier 2022    | Stade Amahoro, Kigali, Rwanda                          | Match amical            | V 2-0    | Rwanda             | 26e    | de la tête    | 1-0    | 7e   |
| 4e  | 24 mars 2023      | Stade Mohammed-V, Casablanca, Maroc                    | Qualifications CAN 2023 | V 2-0    | Éthiopie           | 73e    | du pied droit | 2-0    | 12e  |
| 5e  | 15 janvier 2024   | Stade Charles-Konan-Banny, Yamoussoukro, Côte d'Ivoire | CAN 2023                | N 1-1    | Sénégal            | 10e    | du pied droit | 1-0    | 19e  |
| 6e  | 28 janvier 2024   | Stade Alassane Ouattara, Abidjan, Côte d'Ivoire        | CAN 2023                | V 1-0    | Guinée équatoriale | 90+8e  | de la tête    | 1-0    | 22e  |
| 7e  | 2 février 2024    | Stade Alassane Ouattara, Abidjan, Côte d'Ivoire        | CAN 2023                | D 1-3    | RD Congo           | 20e    | sur pénalty   | 1-0    | 23e  |
| 8e  | 10 septembre 2024 | Stade Charles-Konan-Banny, Yamoussoukro, Côte d'Ivoire | Qualification CAN 2025  | D 1-2    | Tanzanie           | 57e    | du pied droit | 1-0    | 28e  |

## Palmarès

### En club
Il est vice-champion de Ligue 2 en 2021 avec le Clermont Foot 63.

### Distinctions personnelles
- Meilleur buteur de Ligue 2 en 2021 (22 buts)
- Membre de l'équipe-type de Ligue 2 en 2021
- Élu joueur du mois de Ligue 2 en février 2021

## Condamnation judiciaire
Le 24 octobre 2021, vers 7 heures du matin, sous l'empire d'un état alcoolique, il provoque un accident de la route et tente de s'enfuir. Il est plus tard interpellé et placé en garde à vue,. Le lendemain, il présente ses excuses en disant qu'il a conscience de ses actes et qu'il regrette. Le 13 avril 2022, Mohamed Bayo est condamné par le tribunal judiciaire de Clermont-Ferrand à deux mois de prison avec sursis, 4 000 € d'amende et à la suspension de son permis de conduire.